# Chelonus subgenalis
Chelonus subgenalis är en stekelart som först beskrevs av Vladimir Ivanovich Tobias 1991.  Chelonus subgenalis ingår i släktet Chelonus och familjen bracksteklar. Inga underarter finns listade i Catalogue of Life.